# エオデロセラス上科
エオデロセラス上科（学名：Eoderoceratoidea）は、前期ジュラ紀のアンモナイト亜目の上科。系統学的に近縁な7科からなり、一般的に棘や結節を持つ肋の進化型の殻を持つことが特徴である。成体の殻の大きさは2、3cmから、アポデロセラス、エピデロセラス、リパロセラスなどでは50cmに達する巨大なものまでいた。
最古のエオデロセラス上科として知られているのは、エオデロセラス科のミクロデロセラスである。その起源は不明であるが、プシロセラス上科から派生した可能性が高い。また、想像だが、ミクロデロセラスの起源は、アナリトセラスなどのジュラ紀初期のリトセラス亜目であるという説も提唱されている。
エオデロセラス上科には7科が含まれ、エオデロセラス科から始まり、ほぼ同時期にフリコドセラス科、リパロセラス科、ポリモルフィテス科が誕生した。フリコドセラス科は子孫を残さなかったが、コエロセラス科は後にダクティリオセラス科を、リパロセラス科はアマルチウス科を誕生させた。ポリモルフィテス科は、ヒルドセラスから始まるヒルドセラス上科の源流となった。
Donovanら（1981年）の最新の分類法では7科であり、Arkellら（1957年）のTreatise（1957年）の分類法では5科であった。その後、フリコドセラス科とコエロセラス科は、それぞれエオデロセラス科の亜科（フリコドセラス亜科とコエロセラス亜科）とみなされた。その後（1981年）、リパロセラス科とポリモルフィテス科はエオデロセラス科から派生したが、ダクティリオセラス科はリパロセラス科から別に派生した（1957年）。